# 張琦 (崇禎進士)
张琦（？—？），號餘棗，直隸無錫縣人，明末政治人物。

## 生平
萬曆四十六年（1618年）戊午科應天乡试第八名舉人，崇禎七年（1634年）甲戌科三甲一百四十一名进士，兵部觀政，八年授浙江定海知县，十三年丁憂歸。十五年起升礼部主客司主事。崇禎十七年（1644年），北京城破，与同乡秦汧、王孫蕙等人降李自成，任四川梓潼县令。出都不一日，即遇土匪夺印而去，勒索千金为赎。張琦叩首乞怜，土匪磨去印角，發現僅為銅製，掷还。

## 家族
曾祖张大康；祖张一點，欽選學訓；父张肇芳，邑庠生。